# Barbie Dolphin Magic
Barbie Dolphin Magic, antes chamado de Barbie: Dolphin Magic (bra: Barbie e os Golfinhos Mágicos), é um filme de animação estadunidense de 2017 produzido pela Mattel Entertainment, Rainmaker Studio e Netflix sendo distribuído pela Universal Studios e protagonizado pela boneca Barbie. É o 36º filme da franquia de filmes da Barbie. No Brasil Passou No SBT e no Discovery Kids na rede de São Paulo.

## Enredo
Enquanto visitam Ken e exploram um recife de corais, Barbie e suas irmãs fazem uma descoberta incrível e conhecem uma amiga nova e misteriosa chamada Isla que é a guardiã dos Golfinhos Mágicos.

## Elenco
- Erica Lindbeck como Barbie
- Shannon Chan-Kent como Isla
- Garry Chalk como Pete
- Adrian Petriw como Ken
- Kazumi Evans como Skipper
- Ciana Swales como Chelsea
- Claire Corlett como Stacie
- Maryke Hendriskse como Marlo
- Paul Dobson como Hugo